# 管州 (隋朝)
管州，中国隋朝时设置的州。
隋文帝开皇十六年（596年），设置管州，治所在管城县（今河南省郑州市）。下辖管城县、郏城县（今河南省中牟县东）。隋炀帝大业二年（606年），废除管州，管州地入郑州。瓦岗军李密复设管州。下辖管城县、圃田县（即郏城县）、新郑县（今河南省新郑县西南）、荥阳县（今河南省荥阳市）、阳武县（今河南省原阳县东南）、汜水县（今河南省荥阳市西北汜水镇）、原武县（今河南省原阳县西南）、酸枣县（今河南省延津县西）、荥泽县（今河南省郑州市区西北古荥镇北）。唐高祖武德元年（618年）归唐，荥阳县、汜水县、荥泽县属郑州。武德二年（619年）归王世充，原武县改为原陵县，新郑县归溱州。武德三年（620年）归唐，酸枣县归东梁州。圃田县改为中牟县。武德四年（621年），原陵县改为原武县，下辖管城县、中牟县、新郑县、阳武县、原武县、清池县（今河南省中牟县白沙镇）、须水县（今河南省郑州市中原区须水镇）。唐太宗貞觀元年（627年），废除管州、清池县、须水县，中牟县改属汴州，管城县、新郑县、阳武县、原武县改属郑州。
唐朝管州刺史
- 杨庆（620年）
- 郭志安（621年）